# Afrikanska partiet för självständighet åt Guinea och Kap Verde
Afrikanska partiet för självständighet åt Guinea och Kap Verde (portugisiska: Partido Africano da Independência da Guiné e Cabo Verde) (PAIGC) är det största politiska partiet i Guinea-Bissau. 
Partiet bildades 1956 i dåvarande Portugisiska Guinea av bland andra  Amílcar Cabral, med målsättningen att uppnå självständighet för de portugisiska kolonierna Kap Verde och nuvarande Guinea-Bissau. Cabral blev dess förste ledare och ledde arbetarkamp och gerillakrig mot kolonialmakten tills han mördades 1973.